# مقاطعة كافالير (داكوتا الشمالية)
كافالير (بالإنجليزية: Cavalier)‏ هي إحدى مقاطعات ولاية داكوتا الشمالية في الولايات المتحدة الأمريكية.